# Sonic the Hedgehog: The Movie
Série
Sonic the Animation
(1997)
Pour plus de détails, voir Fiche technique et Distribution.
Sonic the Hedgehog (ソニック·ザ·ヘッジホッグ ; « Sonikku za hejjihoggu ») ou Sonic the Hedgehog: The Movie est un anime OVA en deux parties basé sur le jeu vidéo du même nom, produit au Japon et sorti en 1996. On y retrouve Sonic, Tails, Knuckles et le Docteur Eggman (Docteur Robotnik dans la version américaine), Metal Sonic et d'autres personnages créés exclusivement pour l'OVA.
Contrairement aux autres séries d'animation de Sonic précédant Sonic X, Jaleel White n'a pas prêté sa voix pour l'OVA. Les deux épisodes ne furent pas produits par DiC Entertainment.
Le film n'a été distribué qu'au Japon et aux États-Unis ; il n'y a donc pas de version française.

## Synopsis
Alors que Sonic et Tails profitaient de leurs vacances, ils reçoivent un message urgent de la part du président de Planet Freedom. Ces derniers découvrent que lui et sa fille Sera ont été pris en otage par le Dr. Eggman qui demande aux deux héros d'arrêter le mystérieux Métal Eggman qui a pris le contrôle de sa base dans le Pays des Ténèbres, avant qu'il ne détruise le monde.
Bien que méfiant, Sonic accepte de combattre ce nouvel adversaire. Il ignore cependant qu'il s'agit d'un traquenard visant à récupérer ses données biologiques pour achever la dernière création du Dr. Eggman: Hyper Metal Sonic, un double robotique du hérisson.

## Univers
Contrairement aux autres médias de Sonic The Hedgehog, le cadre de ce film est le monde de Planet Freedom, divisé en deux domaines distincts: Le Pays du Ciel (Land of Sky) et le Pays des Ténèbres (Land of Darkness).
Le Pays du Ciel consiste en un nombre de 27 continents qui dérivent haut dans la stratosphère de la planète. Chacun de ces continents est connecté à une formation glaciaire massive qui sert aussi à les ancrer à la surface de la planète en dessous. Selon Knuckles, si ce réseau de glace était détruit, la rotation de Planet Freedom projetterait le Pays du Ciel dans l'espace, tuant certainement tous ses habitants.
Le Pays des Ténèbres est en fait la surface de Planet Freedom, une nature sauvage post-apocalyptique dont le seul habitant vivant est Robotnik. On ne peut accéder au Pays des Ténèbres que de deux façons: par un «portail» en forme de tourbillon dans le Pays du Ciel, ou par une zone de distorsion, un lien extra-dimensionnel entre deux points sur Planet Freedom. La plupart de son territoire est sauvage et montagneux, mais Robotropolis, ville en ruine, sert de base à l'empire de Robotnik. Robotropolis et le terrain impliquent fortement que Planet Freedom est une terre post-apocalyptique qui a été construite avec des îles flottantes. Certains repères suggèrent que les ruines sont celles de la ville de New York.

## Fiche technique
- Titre en anglais : Sonic the Hedgehog (OVA)
- Réalisation : Kazunori Ikegami, Gary Lipkowitz
- Scénario : Masashi Kubota
- Musique : Mitsuhiro Tada, Riu Konaka (paroles)
- Production : Haruki Nakayama, Kyoichi Mori
- Sociétés de production : Sega Enterprises, Studio Pierrot, General Entertainment
- Société de distribution: A.D.V. Films (États-Unis)
- Pays d'origine :  Japon

## Distribution

### Nouveaux personnages
Sara (セーラ Sēra)
Voix : Mika Kanai (japonais) ; Sascha Biesi (anglais)
Président (大統領 Daitōryō)
Voix : Yuzuru Fujimoto (Japonais) ; Edwin Neal (Anglais)
Steward (執事 Shitsuji) / Vieil Hibou
Voix : Chafurin (Japonais) ; Charles Campbell (Anglais)
Secrétaire (秘書 Hisho)
Voix : Akimitsu Takase

### Personnages récurrents
- Sonic le Hérisson, Voix: Masami Kikuchi (Japonais); Martin Burke (Anglais)
- Miles "Tails" Prower, Voix: Hekiru Shiina (Japonais); Lainie Frasier (Anglais)
- Dr. Eggman/Robotnik, Voix: Junpei Takiguchi (Japonais); Edwin Neal (Anglais)
- Knuckles l'Échidné, Voix: Yasunori Matsumoto (Japonais); Bill Wise (Anglais)
- Hyper "Metal" Sonic, Voix: Masami Kikuchi (Japonais); Gary Dehan (Anglais)

## Production et sortie
L'OVA a été produit par le studio d'animation Pierrot en coopération avec Sega et General Entertainment, premièrement distribué par Taki Corporation au Japon en location seulement entre le 26 janvier 1996 et le 22 mars 1996 avant d'être mis en vente le 31 mai 1996. Les épisodes ont été approuvés par ADV Films et distribués en Amérique du Nord entre le  29 mars 1996 et le 11 juin 1996 en deux VHS, chacune contenant un épisode sous-titré en anglais. La version doublée en Anglais est sortie en un seul Vidéofilm intitulé Sonic the Hedgehog: The Movie le 7 septembre 1999, en VHS et en DVD. Une redistribution DVD a eu lieu le 13 janvier 2004. À cause de la dissolution d'ADV Films, et du fait que l'un de leur client était Sentai Filmworks, les deux versions ne sont plus produites.

### Censure
À cause du nombre de scène perçues comme offensantes pour l'audience américaine, les scènes suivantes ont été modifiées ou supprimées lors de la sortie VHS du film en 1999.
- Une scène où Sonic fait un doigt d'honneur à Metal Robotnik.
- Dans un rêve où Robotnik demande Sara en mariage, On la voit enceinte et en train d'allaiter l'un de leurs futurs enfants.
- Une scène où Robotnik est en train de peloter Sara.
- Metal Sonic qui regarde accidentellement sous la jupe de Sara quand il traverse le sol du vaisseau de Robotnik, pendant que Sara le traite de pervers et lui donne des coups. Sonic est synchronisé avec Metal, et peut ressentir ce qu'il ressent, il a rougi à ce moment.
- Durant le second combat contre Metal, le Tornado est abattu et Tails tombe sur une colline enneigée où il commence à rouler, percutant Knuckles et Sara. Sur la scène suivante, on voit Tails accroché à l'un des seins de Sara. Knuckles l'a remarqué et pense que Tails l'a fait exprès.

La VHS Japonaise, VHS Américaine et le DVD contiennent toutes ces scènes et sont donc non-censurés, bien que la version Américaine ne contienne pas les épisodes dans leur format séparés.